# Tueur à gages (roman)
Pour les articles homonymes, voir Tueur à gages (homonymie).
Tueur à gages (A Gun for Sale) est un roman noir de Graham Greene, publié en 1936. 
Le roman a été adapté au cinéma par Frank Tuttle en 1942 dans le film Tueur à gages (A Gun for Hire).

## Résumé
James Raven, un tueur à gages professionnel et solitaire dans ses expéditions, est complexé par son bec de lièvre. Chargé d'éliminer un homme politique à Londres, il s'aperçoit, une fois payé de ses services, que ses employeurs ont marqué les billets de banque pour lui tendre un piège : le voilà accusé de braquage. Poursuivi par Scotland Yard, il part lui-même à la recherche de l'intermédiaire qui lui a remis l'argent, en compagnie d'Anne Crowder, une actrice intrépide en quête d'aventures, mais qui est aussi fiancée à un policier.

## Éditions françaises
- Robert Laffont, traduit par René Masson,
  - Collection « Pavillons », 1947 ;
  - Collection « Pourpre » 1952 ;
  - dans Graham Greene. Œuvres choisies, vol. 3, 1965 ;
  - dans Les Romans no 9, 1965 ;
  - dans Œuvres complètes, 1976 ;
  - Collection « Pavillon poche », 2011 ;
- Verviers
  - Collection « Marabout » no 26, 1950 ;
- Club du livre du mois
  - Collection « Le Meilleur livre du mois », 1956 ;
- Le Livre de poche
  - no 326, 1958, rééditions 1969 et 1982  (ISBN 978-2253010838 et 2-253-01083-9) ;
- 10/18
  - Collection « Domaine étranger » no 3428, 2002  (ISBN 978-2264033918 et 2-264-03391-6).

## Adaptations
Au cinéma
- 1942 : Tueur à gages (This Gun for Hire), film américain réalisé par Frank Tuttle, avec Alan Ladd, Veronica Lake et Robert Preston sur un scénario de W. R. Burnett
- 1957 : À deux pas de l'enfer (Short Cut to Hell), film américain réalisé par James Cagney, avec William Bishop
- 1961 : Günes dogmasin, film turc réalisé par Halit Refiğ et Memduh Ün
- 1972 : Yarali kurt, film turc réalisé par Lutfi Akad

À la télévision
- 1970 : Una pistola in vendita, mini-série italienne réalisée par Vittorio Cottafavi, avec Corrado Pani et Ilaria Occhini
- 1991 : This Gun for Hire, téléfilm américain réalisé par Lou Antonio, avec Robert Wagner, Nancy Everhard et Fredric Lehne